# Juan Schorquens

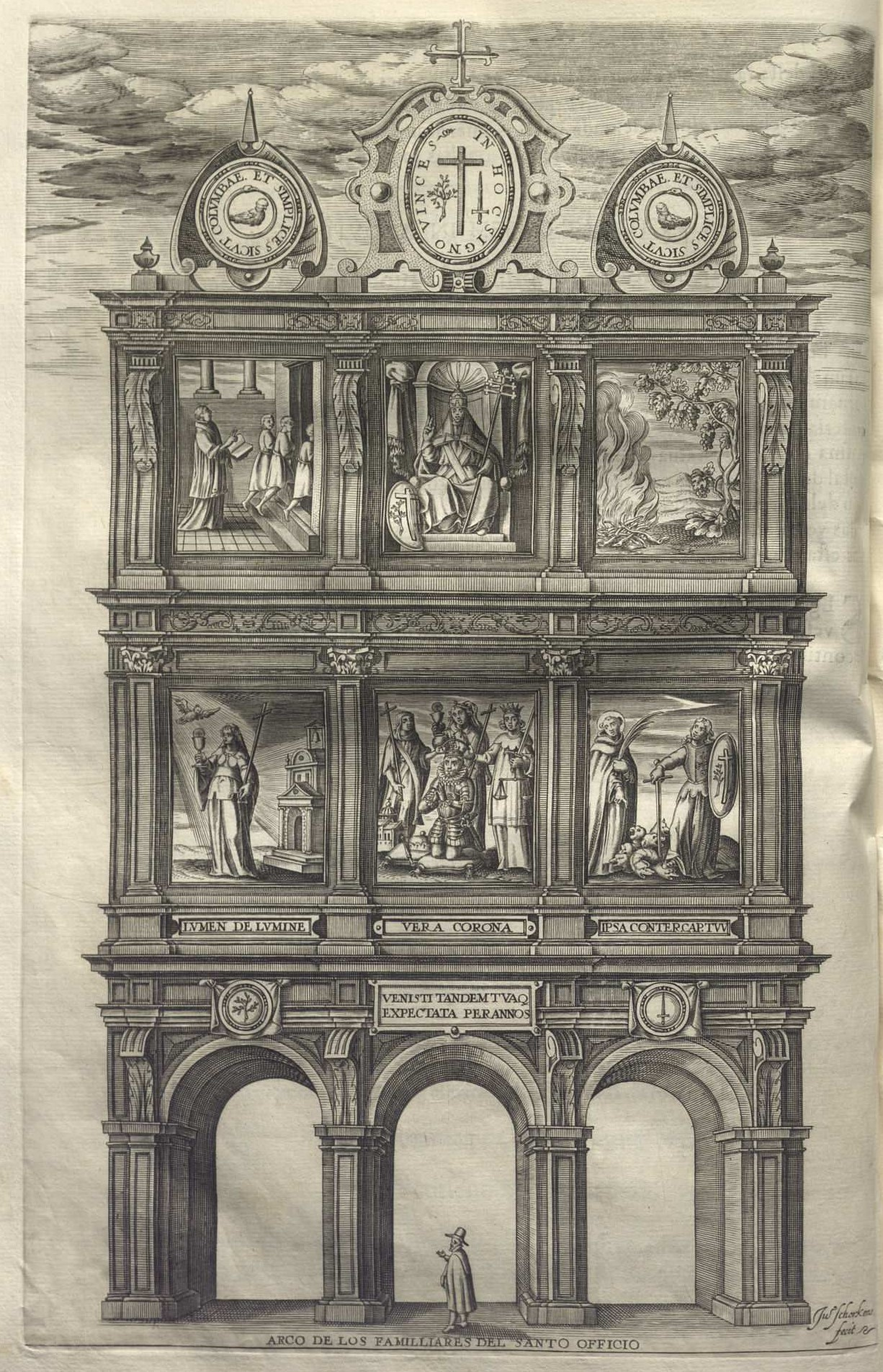
Arco de los familiares del Santo Oficio. Joao Baptista Lavanha, Viage de la Catholica Real Magestad del rei D Filipe III... al Reino de Portugal, Madrid, Tomás Junta, 1622

Juan, o Jan, Schorquens (Amberes, 1595-¿?) fue un grabador calcográfico de origen flamenco activo en Madrid entre 1617 y 1630.

## Biografía
Hijo de Joris Schorkens y Beatrix Vrien, fue bautizado en Amberes el 26 de noviembre de 1595. En 1610 se le encuentra inscrito en el gremio de San Lucas de su ciudad natal como aprendiz de Abraham van Merlen.
Según Ceán Bermúdez Schorquens fue uno de los mejores grabadores de su tiempo en España, por la limpieza de buril y la corrección de su dibujo. Son suyos los grabados que ilustran uno de los más bellos libros editados en Madrid en las primeras décadas de siglo XVII: el Viage de la Catholica Real Magestad del Rei D. Filipe III N. S. al reino de Portugal de Juan Bautista Lavanha, impreso por Tomás Junta en 1622, en portugués y castellano. Con la portada y las imágenes de los arcos alzados para la entrada real, en páginas intercaladas y hojas plegables, destaca el desembarco de Felipe III en Lisboa, con la vista de su puerto a partir de un dibujo del pintor portugués Domingos Vieira. Es probable que su presencia en la península o, cuando menos, en la corte, estuviese relacionada con el patrocinio de mismo Lavanha, con quien ya había colaborado en la monumental Silva genealógica de los fundadores y príncipes de la Monarquía española, grabada por Schorquens según invención del portugués en ocho láminas que forman una estampa de 1764 x 1410 mm, sin fecha pero entre 1615, año en que el todavía príncipe Felipe IV contrajo matrimonio con Isabel de Borbón, y 1621, año de su ascensión al trono.
Como un auténtico bosque formado por quince esbeltos árboles genealógicas con sus ramas entrecruzadas, los árboles genealógicos de las casas reales, condales y ducales de la monarquía española, incluida la Casa de Avís, flanquean el árbol central, correspondiente a la Casa de Austria, que se remata con los entonces príncipes de Asturias, Felipe IV e Isabel. Se conocen dos ejemplares completos de la composición, uno en la Biblioteca Nacional de España, adherido a una gran tela y el segundo en la Galería de Retratos de los Habsburgo en el Palacio de Ambras, Insbruck, bellamente iluminado.
En 1617 se imprimió en Sevilla —ciudad en la que podría haber residido brevemente antes de trasladarse a la corte— la portada de la obra de fray Alonso de Herrera, Consideraciones de las amenazas del juicio, primera obra del autor de la que se tiene noticia, firmada Schorkens.
Solo un año más tarde y ya en Madrid, Tomás Junta imprimió con portada firmada de igual modo los Casamientos de España y Francia, y viaje del duque de Lerma de Pedro Mantuano. De 1619 es la portada y el retrato del obispo Bartolomé publicado en la Vida de Frei Bartolomeu dos Martyres de Luis de Sousa, texto impreso en Villa de Viana, Portugal, a donde podría haber viajado Lavanha acompañando a la corte.

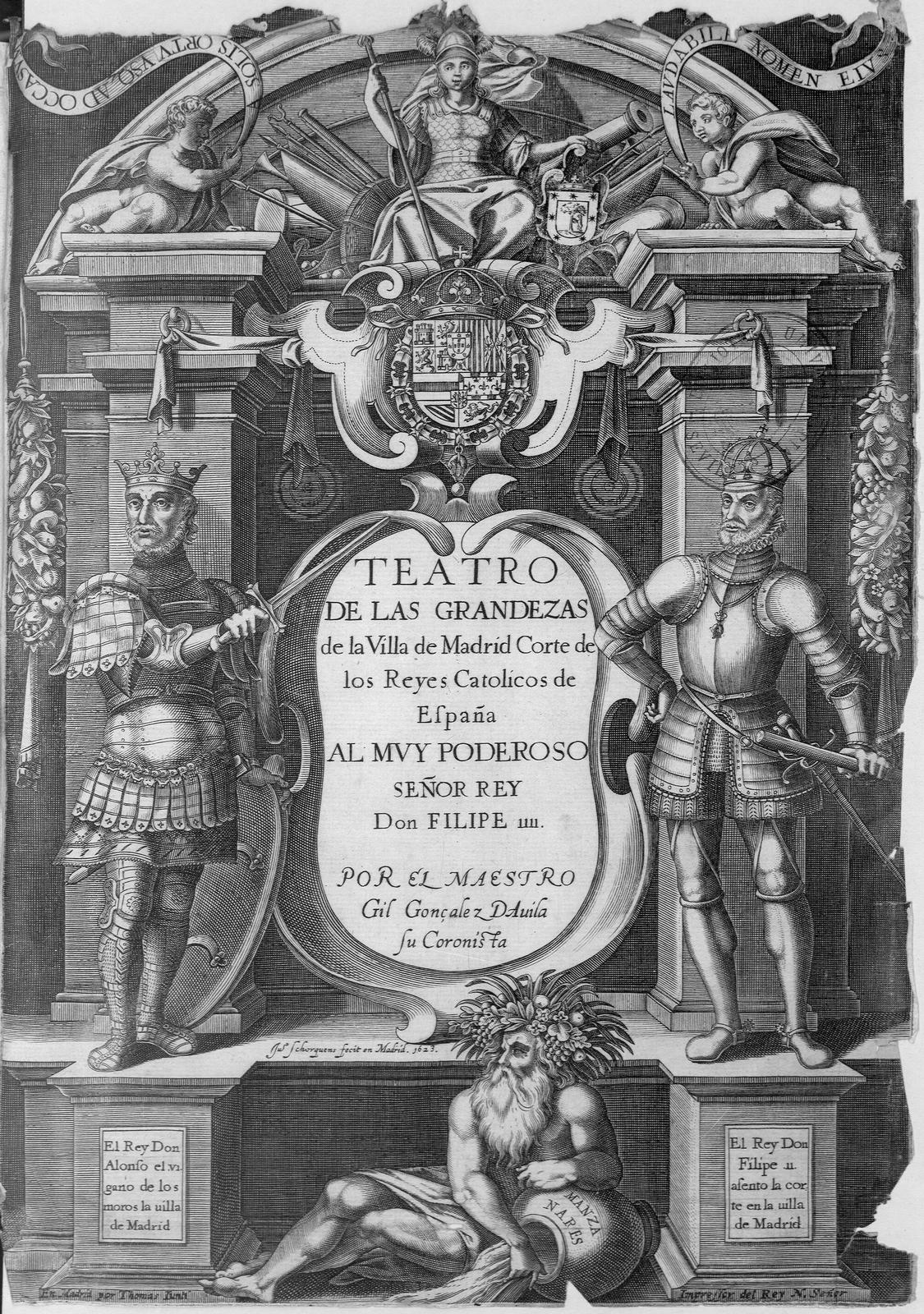
Portada calcográfica de Gil Gozález Dávila, Teatro de las grandezas de la villa de Madrid, Madrid, por Tomás Junta, 1623.

De nuevo en Madrid, en 1621 firmó otra de sus obras más divulgadas: el retrato de Diego García de Paredes incorporado a la Relación breve de su tiempo de Tomás Tamayo de Vargas, impreso en Madrid por Luis Sánchez. Para Tamayo de Vargas ilustró también, en 1624, la portada de su defensa del Cronicón de Flavio Lucio Dextro. Asociado con Juan de Courbes y Alardo de Popma proporcionó, a cargo de la orden de Nuestra Señora de la Merced, una de las ilustraciones de la Psalmodia Eucarística de Melchor Prieto, sobre dibujos del propio autor, obra publicada en Madrid por Luis Sánchez en 1622.
Es probable, por otra parte, que se trate del Juan Scoteño o Escoteño al que el ayuntamiento de Madrid encargó en 1621 la realización de una pintura y estampa del túmulo alzado por la villa en las honras fúnebres por la reina Margarita de Austria, fallecida en 1611, y al que el corregidor Lorenzo del Castillo hizo un pago de quinientos ducados por «una pintura desta villa en el estado que hoy está en una lámina de bronce», quizá un mapa de Madrid del que no se tiene otra noticia.
De 1623 es la portada del Teatro de las grandezas de Madrid de Gil González Dávila, obra ilustrada con numerosos pequeños retratos en páginas interiores, muchos de los cuales podrían ser también de Schorquens quien compartió el trabajo en esta ocasión con Juan de Courbes. Suyas son también, entre otras portadas arquitectónicas con elementos clásicos, los frontispicios de La Circe con otras Rimas y Prosas de Lope de Vega (Madrid, 1624), el Marial que contiene varios sermones de todas las fiestas de Nuestra Señora del padre Jerónimo de Florencia  (Alcalá de Henares, Juan de Orduña, 1625) o los Discursos apologéticos en que se defiende la dignidad del arte de la pintura del abogado Juan Butrón, obra impresa en Madrid por Luis Sánchez en 1626.
Proporcionó además portadas y grabados para impresores de fuera de la Corte, como la lámina que ilustra la Historia de la vida y virtudes del venerable hermano fray Francisco del Niño Jesús escrita por fray José de Jesús María (Uclés, 1624) o el frontispicio del Elogio de mujeres insignes del Viejo Testamento, de Martín Carrillo (Huesca, Pedro Blusón, 1627).
Lo último que se conoce de su actividad es el emblema con la figura de san Pedro Nolasco como Atlas para el libro de Alonso Remón, Las fiestas solemnes y grandiosas que hizo la Sagrada Religión de N. Señora de la Merced, en este su convento de Madrid, a su glorioso Patriarca y primero fundador san Pedro Nolasco este año de 1629, publicado en 1630 por la Imprenta Real.